# バルダッサーレ・カスティリオーネ

『バルダッサーレ・カスティリオーネの肖像』（ラファエロ）、ルーヴル美術館 (パリ)

バルダッサーレ・カスティリオーネ（Baldassare Castiglione 1478年12月6日 - 1529年2月2日）は、イタリア・ルネサンス期の外交官、作家で、『宮廷人』の著作で知られる。同書は長くヨーロッパ上流階級にとっての模範書とされた。

## 来歴
彼は、マントヴァ近郊カザーティコ（現在のマルカリーア）で、母親を通じて地域の支配家であるゴンザーガ家ともつながる下級貴族の家に生まれた。父はカスティリオーネ伯であった。ミラノに出て人文主義的な教養を学ぶ。ミラノ公ロドヴィーコ・イル・モーロに仕え、イル・モーロが失脚後、1503年マントヴァに移り、1504年ウルビーノの宮廷に仕える。ウルビーノでは各国への外交使節も務める。ウルビーノ公グイドバルド・ダ・モンテフェルトロの妻、エリザベッタ・ゴンザーガに気に入られ、彼女を讃える詩を書くなどした。主にこの時代の経験が『宮廷人』のもとになっている。
1516年ウルビーノがメディチ家の教皇レオ10世に攻撃されたのち、マントヴァに移り、マントヴァ公フェデリーコに仕える。その後、ローマに使節として赴任し、メディチ家の教皇クレメンス7世にも仕えるようになる。教皇庁のスペイン大使としてカール5世の宮廷に赴くが、1527年ローマが神聖ローマ帝国・スペインの軍隊によって壊滅状態になると（ローマ略奪）、教皇庁内にカスティリオーネの責任を追及する声が上がった。この心労のためか健康を害し1529年、トレドで死去。

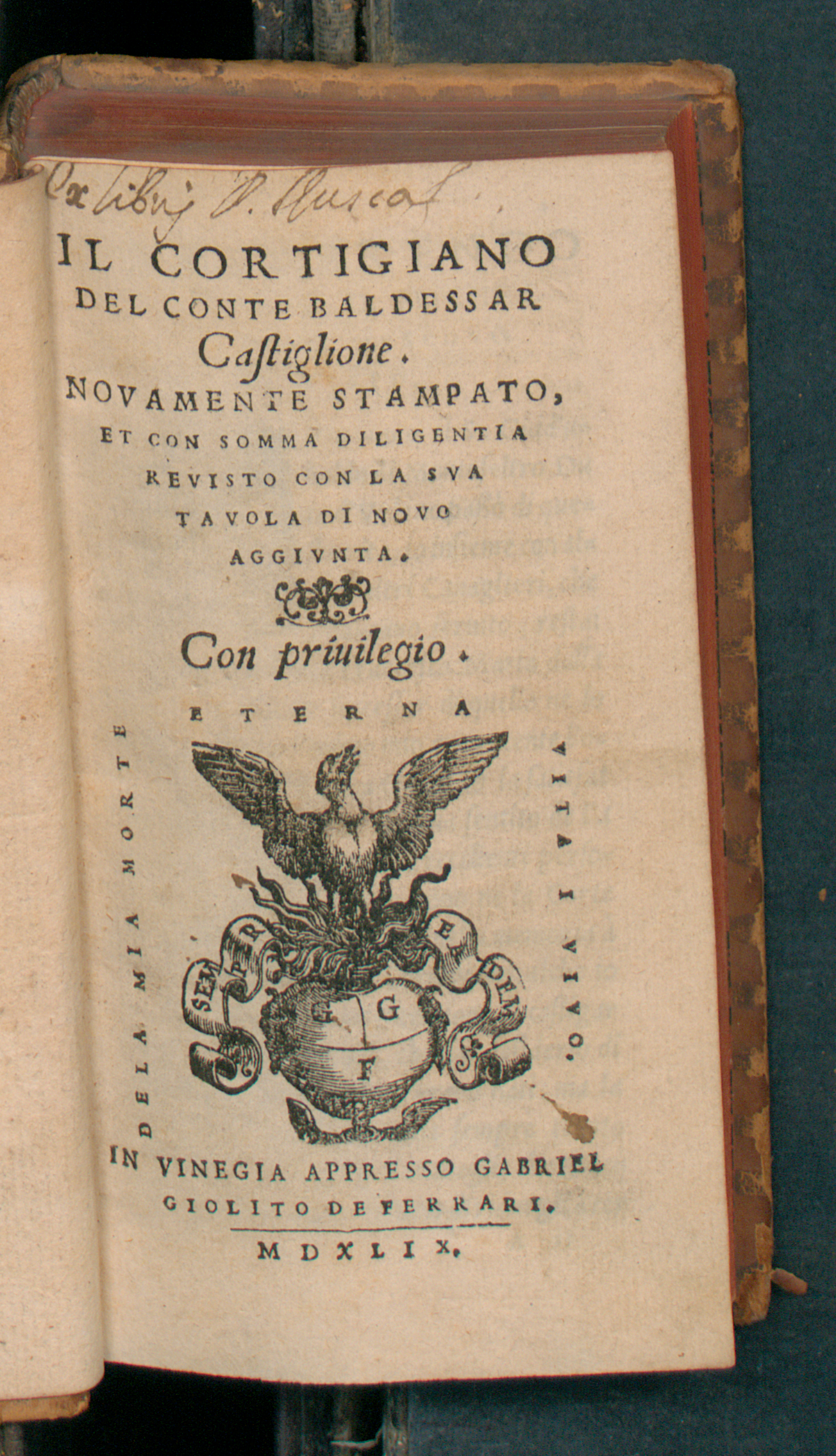
Cortegiano, 1549

『宮廷人』 (it:Il Cortegiano) はカスティリオーネの主著で、1528年にヴェネツィアで出版された。上流階級の社交術や教養を説いた書として、ヨーロッパでは長く教養人の規範とされていた。
1506年5月のウルビーノ宮廷の4日間を描写するという設定になっている。ウルビーノ公グイドバルドは病弱のため早く寝てしまうが、公妃エリザベッタを中心に、養子のフランチェスコ、メディチ家のジュリアーノ（教皇レオ10世の弟で、当時はフィレンツェを追放され亡命中）、プラトン学者のピエトロ・ベンボ、詩人のアレティーノら20人あまりが登場し（カスティリオーネ自身は登場しない）、宮廷人の要件は何か、宮廷人の備えるべき教養、宮廷の女性について、愛についてなどをテーマに様々な対話が繰り広げられる。

## 和書
- 『カスティリオーネ 宮廷人』 清水純一・岩倉具忠・天野恵訳

東海大学出版会「東海大学古典叢書」、1987年。原文を対訳形式で収録